# 梶原宏之
梶原 宏之（かじはら ひろゆき、1966年9月28日 - ）は、日本の元ラグビー選手。

## プロフィール
- 山梨県出身。
- ポジションはフランカー(FL)。
- 日本代表キャップは31。

## 来歴
日川高校でラグビーを始める。ポジションはLOだった。有賀健監督指導のもと猛練習に明け暮れ、2年連続で花園ベスト4を経験。
その後筑波大に進学。大学の同期には薫田真広がいる。卒業後は東芝に入社。
1989年に日本代表に選出され、日本ラグビー史に残る金星を挙げたスコットランド戦で初キャップを獲得。
1991年、ラグビーワールドカップ1991に出場。日本代表のW杯における初勝利となったジンバブエ戦にも出場し、持ち味のタックルから好機を生み出した。1992年、全国社会人大会準優勝。
1994年に東芝を退社、地元・山梨県の高校教員となる。その間も勝沼クラブで選手として活動し、日本代表に選出されている。
1995年、ラグビーワールドカップ1995に出場。
1996年、対アメリカ代表初勝利、アジア選手権優勝。
1997年、桂高校に赴任。2003年に山梨県大会決勝で母校・日川高校を下し、桂高校を花園初出場に導いた。2005年には2度目の出場を果たしている。
その後高校日本代表やU19日本代表などのコーチを歴任し、2008年に日川高校に赴任。
2019年より山梨学院大学ラグビー部の監督に就任。